# Локвуд, Маргарет
Маргарет Мэри Дэй Локвуд (англ. Margaret Mary Lockwood Day, 15 сентября 1916 — 15 июля 1990) — британская актриса, популярная в 1940-е годы. Известна по главной роли в фильме Альфреда Хичкока «Леди исчезает».

## Биография
Маргарет Локвуд родилась в городе Карачи в Британской Индии (ныне Пакистан) в семье англичанина и ирландки. Отец будущей актрисы был администратором местной железнодорожной компании. Будучи ещё ребёнком, Локвуд с семьёй вернулась в Англию, где она получила образование и увлеклась театром.
Её первое появление на сцена состоялось в 12-летнем возрасте в пьесе «Сон в летнюю ночь», где начинающая актриса исполнила роль феи. Её первые шаги в актёрской карьере были очень стремительны, и уже в 1932 году она играла на сцене Королевского театра Друри-Лейн в Лондоне. В дальнейшем Локвуд прошла курс стажировки в Королевской академии драматического искусства, тем самым обратив на себя внимание ряда театральных продюсеров, ставших приглашать актрису во многие успешные постановки на театральных сценах британской столицы.
В 1934 году состоялся кинодебют Марагрет Локвуд, а первого крупного успеха на мировых киноэкранах она добилась в 1938 году после роли Айрис Хендерсон в комедийном триллере Альфреда Хичкока «Леди исчезает». В 1940-х за актрисой закрепилось амплуа кинозлодейки, после ряда ярких ролей в британских мелодрамах. Наиболее знаменитой стала её Барбара Ворт в фильме «Злая леди» в 1945 году. На протяжении всего десятилетия актриса Маргарет Локвуд оставалась одной из самых востребованных британских звёзд, получив в 1946 году за свои роли Национальную британскую кинопремию.
Несмотря на успехи в кино, к середине 1950-х Локвуд прекратила появляться на большом экране, сосредоточив все свои усилия вновь на театральной сцене, где она продолжала с успехом блистать до начала 1980-х годов. В 1976 году, спустя двадцать лет, актриса вновь появилась на киноэкранах в британском киномюзикле «Туфелька и роза», где сыграла злую мачеху.
В 1981 году актриса была назначена командором Ордена Британской империи. Последние годы своей жизни Маргарет Локвуд провела уединённо в лондонском районе Кингстон-апон-Темс, где и скончалась от цирроза печени в июле 1990 года. От брака с Рупертом Леоном (1937—1949) у Маргарет Локвуд осталась дочь Джулия Локвуд (род. 1941), также ставшая актрисой.

## Фильмография
- 1934 — Лорна Дун — Лорна
- 1938 — Банковские каникулы — Медсестра
- 1938 — Леди исчезает — Айрис Хендерсон
- 1940 — Звёзды смотрят вниз — Дженни
- 1947 — Джесси — цыганка Джесси